# Chajnanština
Chajnanština (chajnanským přepisem Hái-nâm-oe, chajnanským pchinjinem Hhai3 nam2 ue1, čínsky v českém přepisu chaj-nan-chua, pchin-jinem Hǎinánhuà, znaky zjednodušené 海南话, tradiční 海南話), také známá jako Čchiung-wen (čínsky pchin-jinem Qióngwén, znaky zjednodušené 琼文, tradiční 瓊文) nebo Čchiung-jü (čínsky pchin-jinem Qióngyǔ, znaky zjednodušené 琼语, tradiční 瓊語; volně česky „čchiungština“) je skupina variet čínského jazyka Min, jimiž se mluví zejména na jihočínské ostrovní provinciii Chaj-nan.
Chajnanština bývá buď vydělována jako samostatná podskupina v rámci minštiny, nebo bývá považována za součást podkuspiny jižní min, tzv. minnanštiny.

## Dělení

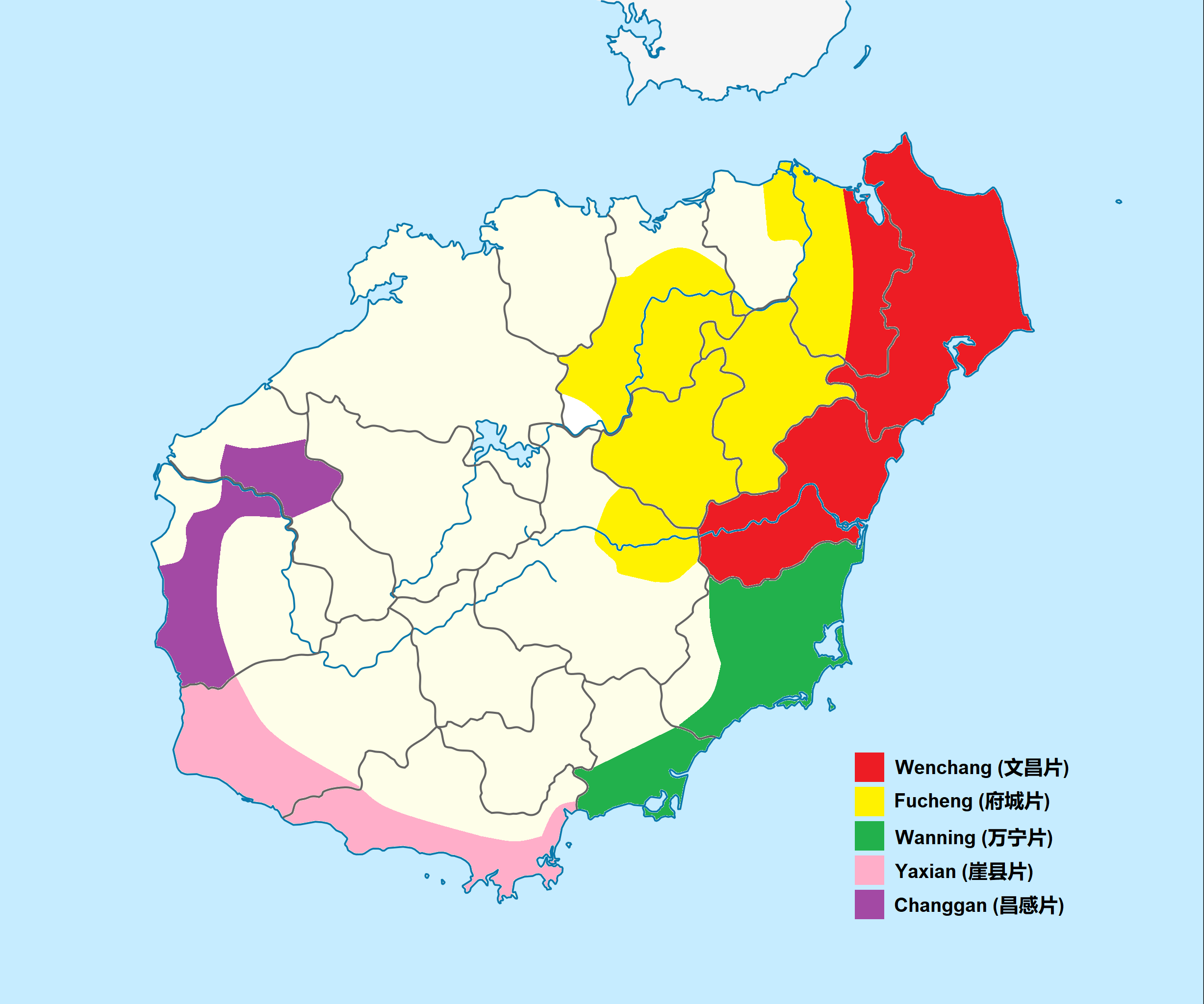
wenčchangský dialekt
fučchengský dialekt
wanningský dialekt
jasienský dialekt
čchangkanský dialekt